# Kameane Pole, Krîvîi Rih
Kameane Pole (în ucraineană Кам`яне Поле) este un sat în comuna Ordjonikidze din raionul Krîvîi Rih, regiunea Dnipropetrovsk, Ucraina.

## Demografie
Componența lingvistică a localității Kameane Pole
     Ucraineană (89,64%)
     Rusă (10,16%)
Conform recensământului din 2001, majoritatea populației localității Kameane Pole era vorbitoare de ucraineană (89,64%), existând în minoritate și vorbitori de rusă (10,16%).